# Gerderest
Gerderest település Franciaországban, Pyrénées-Atlantiques megyében. Lakosainak száma 140 fő (2022. január 1.). Gerderest Abère, Anoye, Maspie-Lalonquère-Juillacq, Monassut-Audiracq és Simacourbe községekkel határos.

## Népesség
A település népességének változása:
| Lakosok száma | 124  | 129  | 134  | 137  | 137  | 139  | 138  | 139  | 140  |
|               | 2013 | 2015 | 2016 | 2017 | 2018 | 2019 | 2020 | 2021 | 2022 |